# Tatsuhisa Suzuki
Tatsuhisa Suzuki, född 11 november 1983 i Aichi är en japansk skådespelare.
Suzuki har bland annat medverkat i TV-serierna The Grimm Variations och Record of Ragnarok. Han har även medverkat  filmen The Seven Deadly Sins: Cursed by Light.

## Filmografi (i urval)
- 2021 – The Seven Deadly Sins: Cursed by Light
- 2021–2023 – Record of Ragnarok (TV-serie)
- 2024 – The Grimm Variations (TV-serie)